# Les cigognes n'en font qu'à leur tête
Pour plus de détails, voir Fiche technique et Distribution.
Les cigognes n'en font qu'à leur tête est un film français réalisé par Didier Kaminka, sorti en 1989.

## Synopsis
Marie a une fille de 20 ans, issue d'un précédent mariage. Lorsque son médecin lui apprend qu'elle ne pourra pas avoir d'enfant avec Jérémie, son nouveau compagnon, ils décident d'adopter un enfant. Mais la procédure s'avère longue et compliquée. Leur salut viendra peut-être de Joanna, une adolescente enceinte qui désire faire adopter son futur bébé ...

## Fiche technique
- Réalisation : Didier Kaminka
- Scénario : Didier Kaminka
- Musique originale : Jean-Claude Petit
- Image : Martial Thury
- Genre : comédie dramatique
- Date de sortie : France : 25 janvier 1989

## Distribution
- Marlène Jobert : Marie Dornec
- Patrick Chesnais : Jérémie
- Claude Rich : Sam
- Roland Giraud : Michel Anselme
- Vincent Cassel : Pierre
- Christian Clavier : le petit chef de la DDASS
- Philippe Ogouz : le chauffard
- Zabou : Hélène Parnet
- Patrice Melennec : André
- Ariane Lorent : Joanna
- Virginie Demians : Valérie
- Philippe Polet : Daniel
- Philippe Kelly : Alain
- Gilles Gaston-Dreyfus : l'inspecteur Hiernard
- Gérard Jugnot : le gynécologue
- Grace de Capitani : la mère porteuse postulante
- Jean-Pierre Castaldi : Docteur Cast
- Romain Bouteille, Catherine Alric et Josiane Lévêque : les psychologues de la DDASS
- Daniel Laloux : Docteur Pourquier
- Michel Crémadès : le voyageur du métro
- Alain Terzian : le mari d'Hélène